# Pogrom von Kielce (1918)
Der Pogrom von Kielce fand am 11. November 1918 in der polnischen Stadt Kielce (Woiwodschaft Heiligkreuz) statt. Es forderte vier Todesopfer und eine große Anzahl Verwundete unter den Juden der Stadt.
Juden waren seit 1833 in Kielce ansässig. Sie wurden 1847 ausgewiesen, kehrten jedoch bald danach in die Stadt zurück. Im Jahr 1909 war ihre Zahl hauptsächlich durch Zuwanderung aus benachbarten kleineren Ortschaften auf 11.206 angestiegen.
Nach dem Bericht von Henry Morgenthau, Sr., der die Mission of The United States to Poland leitete, erlaubten die Stadtbehörden nach dem Abzug der österreichischen Truppen eine Versammlung der Juden im Theater der Stadt, an der die politische und kulturelle Autonomie der Juden im sich bildenden polnischen Nationalstaat diskutiert werden sollte. Im Verlauf der Versammlung kam es zu antipolnischen Ansprachen, die auch außerhalb des Gebäudes von einer versammelten Menschenmenge registriert wurden.
Nach Morgenthau löste sich die Versammlung im überfüllten Theater gegen 18:30 Uhr auf. Als noch ungefähr 300 Personen im Zuschauerraum waren, betraten Milizionäre das Theater und begannen eine Suche nach Waffen und drängten die Juden über die Treppen hinaus. Dort hatte sich eine Gruppe von polnischen Antisemiten versammelt, die mit Knüppeln und Bajonetten bewaffnet die Juden angriffen. Auch außerhalb des Theaters wurden Juden angegriffen, Läden und Werkstätten verwüstet. Vier Juden wurden getötet und eine große Anzahl verwundet. Mehrere Zivilisten wurde mit den Taten in Zusammenhang gebracht, aber bis zum Abschluss des Morgenthau-Berichts war es zu keinen Anklagen gekommen.
Die jüdische Bevölkerung Kielces wuchs trotz des Pogroms weiter an und erreichte 1921 die Zahl von 15.530 oder 37,6 % der Gesamtbevölkerung.